# Torvaj, Somogy
Torvaj  este un sat în districtul Tab, județul Somogy, Ungaria, având o populație de 263 de locuitori (2011). 

## Demografie
Componența etnică a satului Torvaj
     Maghiari (96%)
     Romi (2%)
     Germani (2%)
Componența confesională a satului Torvaj
     Romano-catolici (54,75%)
     Luterani (12,93%)
     Fără religie (9,51%)
     Reformați (4,94%)
     Necunoscută (17,87%)
Conform recensământului din 2011, satul Torvaj avea 263 de locuitori. Din punct de vedere etnic, majoritatea locuitorilor (96,0%) erau maghiari, existând și minorități de germani (2,0%) și romi (2,0%).  Din punct de vedere confesional, majoritatea locuitorilor (54,75%) erau romano-catolici, existând și minorități de luterani (12,93%), persoane fără religie (9,51%) și reformați (4,94%). Pentru 17,87% din locuitori nu este cunoscută apartenența confesională.